# Aleksandr Tarasikov
Aleksandr Ivanovitj Tarasikov (ryska: Александр Иванович Тарасиков), född 24 mars 1947 i Krasnodar, är en rysk handbollstränare.

## Klubblagstränare
Aleksandr Tarasikov var tränare från 1970 och sedan i mer än 35 år för damhandbollslaget GK Kuban Krasnodar. Tarasikov blev inte bara vinnare två gånger i de sovjetiska mästerskapen, utan var också tränare för Sovjetunionens sista mästare 1992. Kuban Krasnodar har spelat i europeiska cuper i damhandboll under flera säsonger och vunnit Cupvinnarcupen två gånger 1987 och 1988. Efter 37 år i samma klubb lämnade Tarasikov Kuban och blev 2006 huvudtränare för handbollsklubben Motor i Ukraina. I mars 2021 blev han som första person invald i Kubans "Hall of fame".

## Landslagstränare
Som tränare för Sovjetunionens damlandslag var Aleksandr Tarasikov med om att vinna guldet vid VM 1990 i Seoul, och sedan OS-brons 1992 i Barcelona med OSS. Han var också tränare för Rysslands damlandslag en kort period 1999 innan Jevgenij Trefilov tog över.